# Joseph Anselm Feuerbach

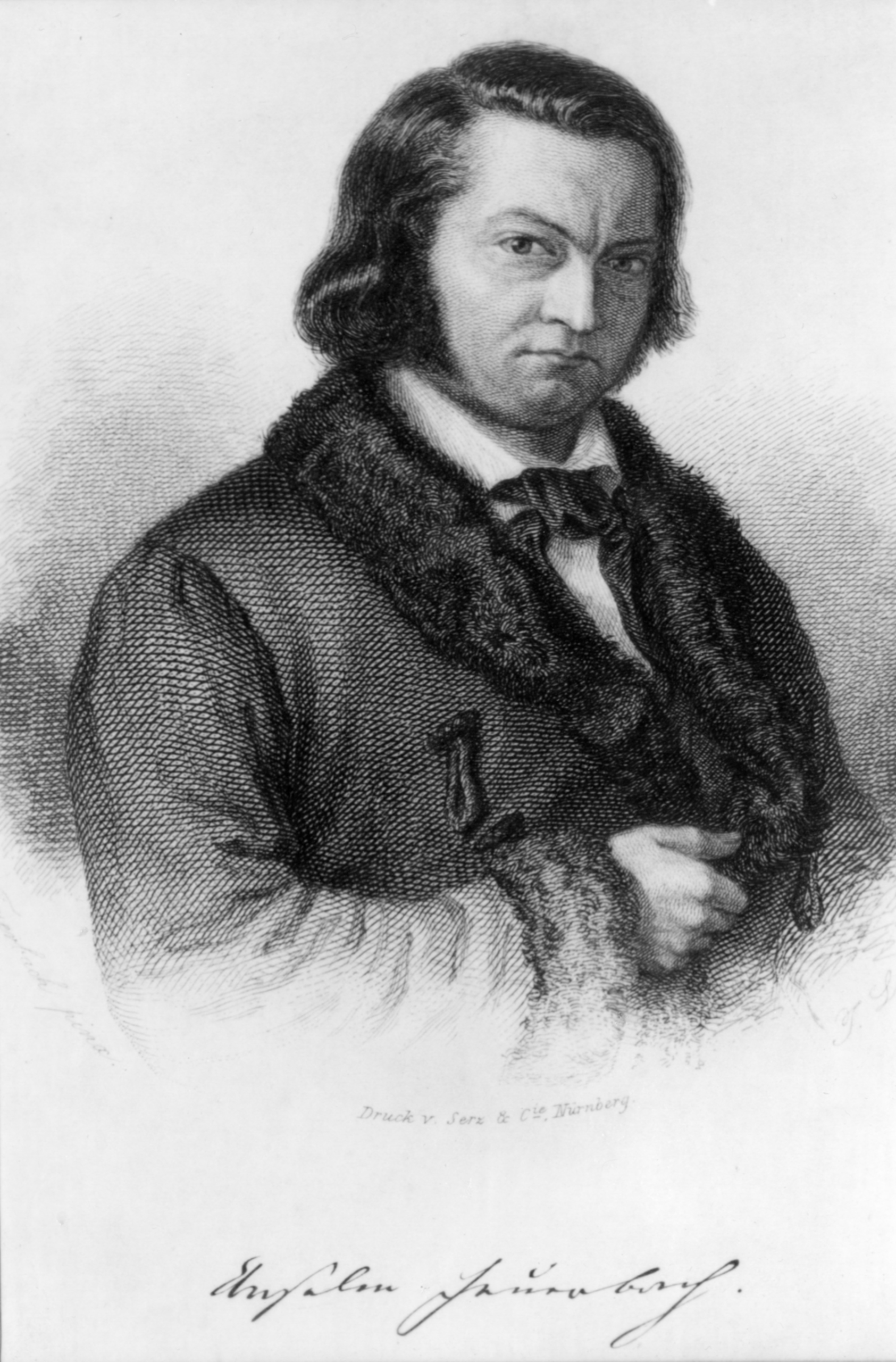
Joseph Anselm Feuerbach

Joseph Anselm Feuerbach (* 9. September 1798 in Jena; † 8. September 1851 in Freiburg) war ein deutscher Altphilologe und Klassischer Archäologe.

## Leben

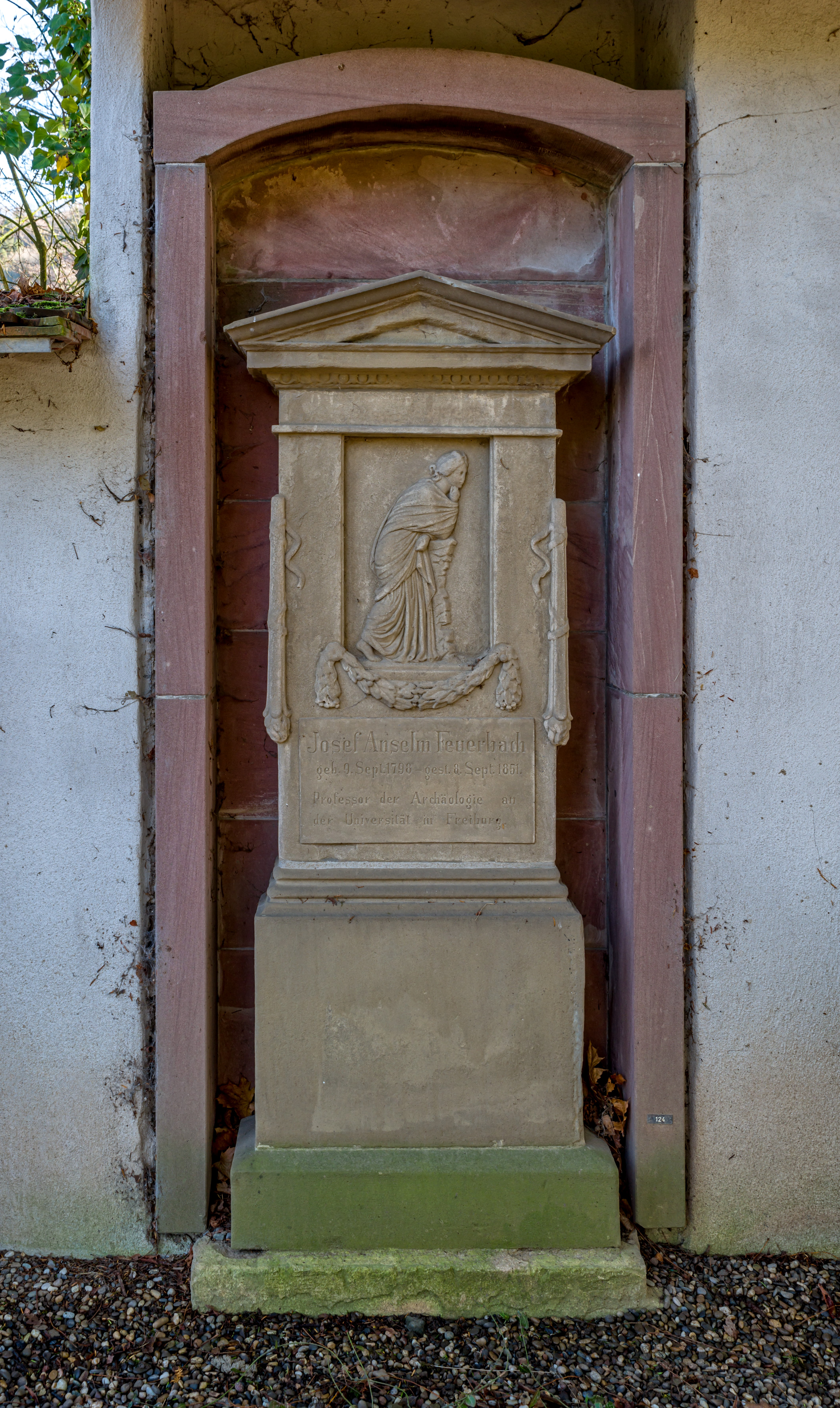
Grabstein auf dem Alten Friedhof in Freiburg

Joseph Anselm Feuerbach wurde als ältester Sohn des bedeutenden Rechtsgelehrten Paul Johann Anselm Ritter von Feuerbach in Jena geboren und verlebte die ersten Jahre in wechselnden Städten. Seit 1814 besuchte er das Gymnasium in Bamberg und wechselte 1817 an die Universität Erlangen, wo er zunächst Geschichte und Philosophie, unter dem Einfluss von Johann Arnold Kanne (1773–1824) dann Theologie studierte. Während seines Studiums wurde er Renonce der Landsmannschaft der Ansbacher in Erlangen, war 1817 Gründungsmitglied der Erlanger Burschenschaft und trat 1820 als Mitglied der Alten Heidelberger Burschenschaft bei. Nach einer Erkrankung litt er zeitlebens an Depressionen und einer Nervenkrankheit, die er zunächst durch eine „Kur“ im Dresdner Künstlerkreis der Elisa von der Recke erfolgreich bekämpfte.
1820 kehrte er zu seinem Studium an die Ruprecht-Karls-Universität Heidelberg zurück, wo er nunmehr Archäologie und Philologie studierte. Nach einer weiteren Unterbrechung durch seine Nervenkrankheit legte er 1824 die philologische Staatsprüfung ab und wurde am 31. Juli 1825 zum Professor der III. Gymnasial-Klasse am Gymnasium am Kaiserdom zu Speyer ernannt. In dieser Zeit als Lehrer erarbeitete er sein einziges größeres Werk, Der vaticanische Apollo. Eine Reihe archäologisch-ästhetischer Betrachtungen (1833), was ihm 1836 eine Berufung als Professor an die Universität Freiburg einbrachte. Dort war er bis zu seinem Tod 1851 vor allem als akademischer Lehrer aktiv. Seit 1848 war er auswärtiges Mitglied der Bayerischen Akademie der Wissenschaften.
Joseph Anselm Feuerbach ist der Vater des Malers Anselm Feuerbach. In zweiter Ehe war er verheiratet mit Henriette Feuerbach, der Schwester des Arztes Friedrich Wilhelm Heidenreich.
Joseph Anselm Feuerbach ist auf dem Alten Friedhof in Freiburg im Breisgau begraben. Sein Grabmal schuf der Freiburger Bildhauer Josef Alois Knittel.

## Werke
- Der vaticanische Apollo. Eine Reihe archäologisch-ästhetischer Betrachtungen. Nürnberg 1833; 2. Auflage, Stuttgart 1855.
- Nachgelassene Schriften. Braunschweig 1853, 4 Bände.
  - 1. Band: Leben, Briefe und Gedichte, hrsg. von Henriette Feuerbach.
  - 2.–4. Band: Geschichte der griechischen Plastik und Kunstgeschichtliche Abhandlungen, hrsg. von Hermann Hettner.